# San Marco la Catola
San Marco la Catola – miejscowość i gmina we Włoszech, w regionie Apulia, w prowincji Foggia.
Według danych na rok 2004 gminę zamieszkuje 1515 osób, 54,1 os./km².